# Egnatioides kiritshenkoi
Egnatioides kiritshenkoi är en insektsart som beskrevs av Boris Petrovich Uvarov 1933. Egnatioides kiritshenkoi ingår i släktet Egnatioides och familjen gräshoppor. Inga underarter finns listade i Catalogue of Life.